# Funtoo
Funtoo ist eine auf Gentoo Linux basierende Linux-Distribution. Das Projekt wurde von Daniel Robbins ins Leben gerufen, der schon der Gründer von Gentoo war.

## Besonderheiten
Das System ist wie Gentoo, Quelltext-basiert. Verwendet wird ebenso Portage, um Programme aus dem Quelltext zu bauen, anstatt fertig kompilierte Pakete zu installieren. Dadurch lässt sich das System sehr stark anpassen. Abhängigkeitsprobleme treten dabei weniger zu Tage, da neue Aktualisierungen jeweils gegen das vorhandene System gebaut und verlinkt werden. Für die Installation werden dabei bereits hohe Vorkenntnisse für das System vorausgesetzt. Anders als bei Gentoo werden Änderungen mit dem Versionsverwaltungswerkzeug git eingespielt, bei Gentoo kommt das rsync-Protokoll zum Einsatz. Eine Besonderheit stellt die Möglichkeit dar, auf systemd als Hintergrunddienst zu verzichten. Üblicherweise ist dieses derart eng mit dem Desktop verbandelt, dass es nicht ohne Weiteres ausgetauscht werden kann.